# تپه رمه رچر
تپه رمه رچر مربوط به دوران‌های تاریخی پس از اسلام است و در شهرستان فیروزآباد، روستای خوش آب واقع شده و این اثر در تاریخ ۲۸ دی ۱۳۷۹ با شمارهٔ ثبت ۲۹۵۵ به‌عنوان یکی از آثار ملی ایران به ثبت رسیده است.